# Autelhaut
Autelhaut (prononcé /o.tεl.(h)o/, Uewerälter en luxembourgeois, Ober-Elter en allemand) est un village du Pays d'Arlon, en Belgique.  Sis à deux kilomètres au sud-est de la ville d'Arlon il y est administrativement rattaché (province de Luxembourg dans la Région wallonne). Avant la fusion des communes de 1977, il faisait partie de la commune d’Autelbas.

## Géographie
Le village est situé à 2 kilomètres au sud-est d'Arlon, dans la vallée du ruisseau d’Autelbas (appelé ici la Schlaus) qui descend vers Autelbas-Barnich et Sterpenich à l’est pour ensuite traverser la frontière luxembourgeoise et se jeter dans l'Eisch à Hagen.
La ligne ferroviaire 162 (Namur-frontière luxembourgeoise) délimite en outre les environs du côté ouest, ainsi que du côté sud où se trouve une ancienne halte ferroviaire appelée Station d'Autelbas par la SNCB, au lieu-dit Biff, peu avant l’endroit où la ligne bifurque : la ligne 162 continuant vers l'est et la ligne de jonction 167 se dirigeant vers le sud et Athus.

## Patrimoine
- La chapelle Saint-Nicolas date de 1634, comme en fait foi une inscription près de sa porte d'entrée. Jadis, cette chapelle était entourée d'eau sur trois côtés et permettait aux villageois d'y trouver refuge en cas de danger. La chapellenie dépend actuellement de la paroisse de Weyler, qui fait partie du secteur pastoral d'Autelbas dans le doyenné d’Arlon mais depuis elle fait partie d'un nouveau secteur, le secteur paroissial des Eaux Vives.

- La fontaine-lavoir est alimentée par la source du ruisseau d’Autelbas (le Kolerbaach).
- Le calvaire Saint-Pierre est une sculpture du Christ en croix entre saint Jean et sa mère, la Vierge-Marie. Il se trouve sur la façade d'une ferme.

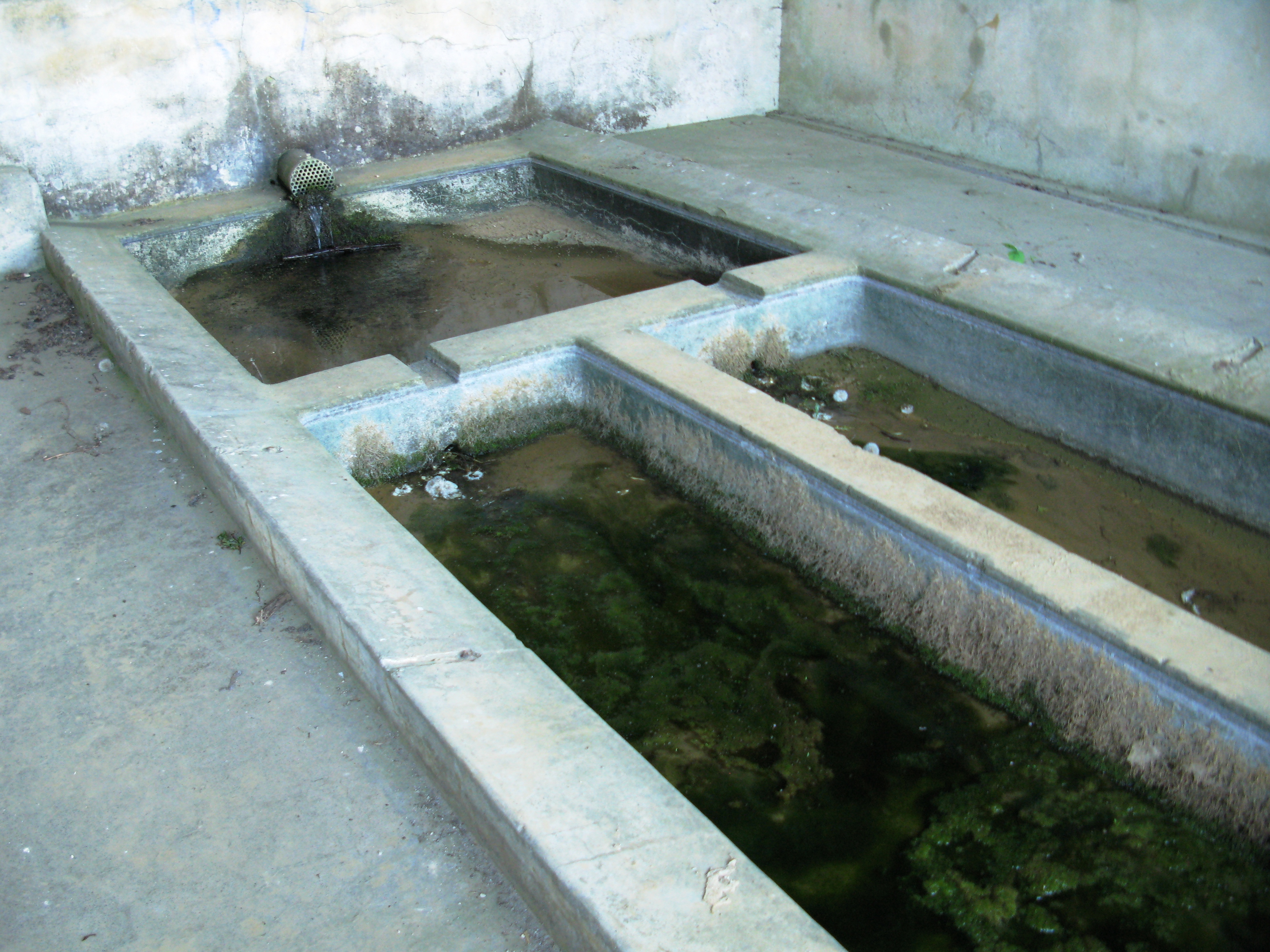
La fontaine-lavoir d'Autelhaut

## Démographie
Autelhaut compte 304 habitants au 31 décembre 2012.